# قائمة بالاكتشافات التي تأثرت بالصدفة
فيما يلي اكتشافات في العلوم تتضمن ظروف من الحظ والصدفة بطريقة خفية

## نظرة عامة
رويستون روبيرت قال أن العديد من الاكتشافات تطلبت درجة من العبقرية، لكن هناك أيضاً عنصر الحظ الذي يجعل الاكتشاف ممكناً.
العديد من الاكتشافات المهمة التي نستخدمها يومياً اكتشفت بمساعدة الحظ مثل فلكنة،متعدد رباعي فلورو الإيثيلين، بنسلين،نايلون، سيانوأكريلات، ناظمة قلبية اصطناعية، فرن ميكرويف،موفين، فولاذ مقاوم للصدأ،سلانكي، بالإضافة إلى معظم المحليات الصناعية، حيث تكتشف صدفة عبر التذوق وهي تتضمن أسبرتام،
الأفكار التي تتضمن نظرية الانفجار العظيم، زراعة الأنسجة،علم الفلك الراديوي و اكتشاف حمض نووي ريبوزي منقوص الأكسجين

و أيضاً الاكتشافات الأثرية مثل حجر رشيد ومخطوطات البحر الميت 
العديد من النظريات العلمية المعروفة تتطور بالحظ في مرحلة معينة، تبعاً للأسطورة، أدرك أرخميدس مبدأ أرخميدس عندما دخل إلى حمام ممتلئ بالماء وفاض الماء منه وصرخ بكلمته الشهيرة "وجدتها" و بطريقة غير متوقعة، النتيجة السلبية تجربة ميكلسون ومورلي في بحثه عن أثير مضيء قادت إلى اكتشاف  نظرية النسبية الخاصة بواسطة ألبرت أينشتاين

## أمثلة مفصلة

### نيوتن والجاذبية

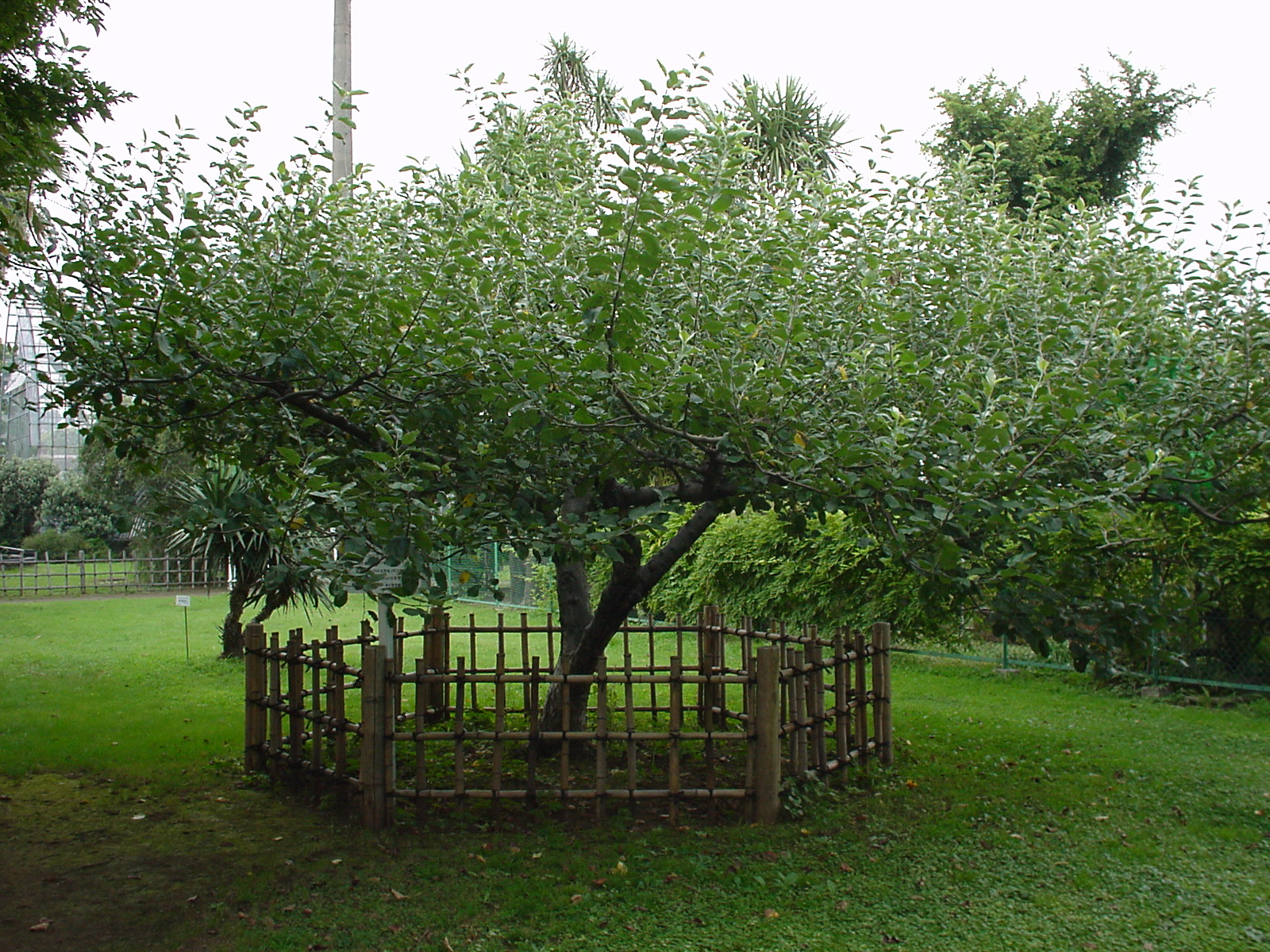
جاءت فكرة الجاذبية لنيوتن عندما رأى التفاحة تسقط من الشجرة

اكتشف إسحاق نيوتن الجاذبية بينما كان جالساً في حديقته ولاحظ سقوط التفاحة من أعلى الشجرة، سقوط التفاحة كان بخط مستقيم ومتعامد على الأرض، ووجد نيوتن نفسه متعجباً من عدم سقوط التفاحة إلى الأعلى أو إلى الجانب، ثم أدرك نيوتن أن هناك خاصية لكل الأجسام حيث أنها تملك قوة جذب، وينطبق هذا على التفاحة والقمر أيضاً . نشر نيوتن استنتاجاته بعد 20 عاماً تخت اسم جاذبية (فيزياء)، ثم عاد وزار تلك الشجرة التي أثارت هذه الفكرة في دماغه

### نوبل والمتفجرات
استناداً لروبرت، أن القصة الشائعة هي أن ألفرد نوبل اكتشف ديناميت كان بالصدفة ربما ليس صحيحاً. من جهة أخرى، قال روبرت، نوبل اكتشف الديناميت بمساعدة الحظ بعد ذلك بقليل. قطع نوبل إصبعه فيو يوم من الأيام بقطعة من الزجاج بينما كان يعمل وبعد ذلك استخدم الكولوديون لتكوين طبقة تحمي الجرح.بقي نوبل مستيقظاً طوال الليل بسبب الألم في اصبعه، لذلك بدأ بالتفكير حول مشكلة كانت تواجهه في العمل: كان نوبل يحاول أن يكون متفجرات قوية باستخدام نيتروسيليلوز و نيتروجليسرين، لكن المادتين لم تمتزجا، وأعقب روبرت أن نوبل أدرك أن كولوديون( الذي استخدمه لحماية جرح اصبعه) يسمح للمادتين بأن تمتزجا معاً، والذي أدى إلى اختراع الجليجنايت(بنفس قوة الديناميت لكن أأمن بالتعامل)

### باستور

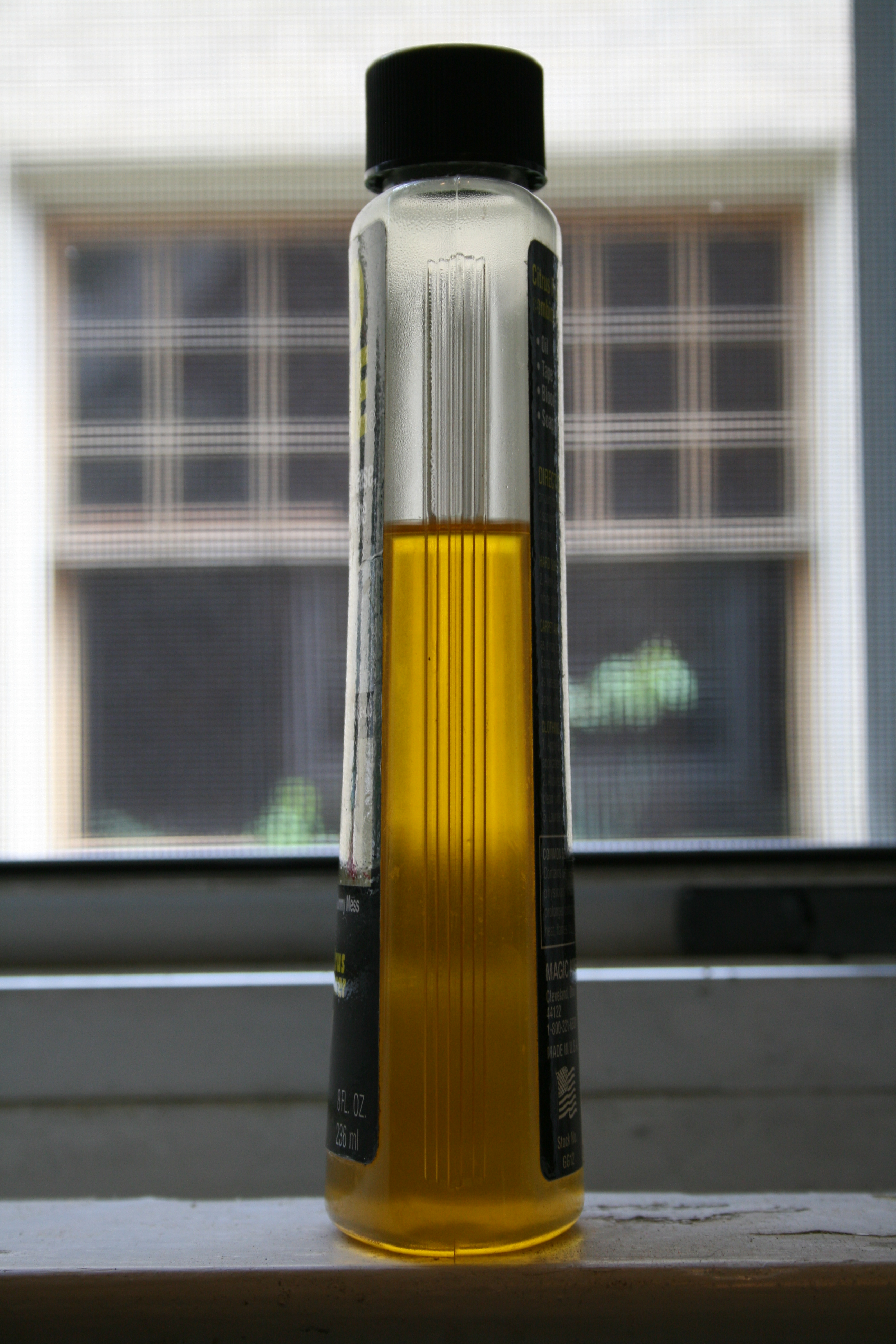
باستور كان محظوظاً لأنه استخدم نوع معين من الملح الحمضي، و أيضاً لأنه ترك المحلول على نافذته حتى المساء ، و إلا لما حدث تفاعل كيميائي و ما كان لعبقريته أن تلاحظ أي شيء

إن العالم الفرنسي لويس باستور مسؤول عن العديد من الاكتشافات، بعض تلك الاكتشافات تتضمن بعض الصدفة بطريقة ما، الأولى هي يدوية (كيمياء) كمثال ( لا يمكن لقفازات البيسبول اليمنى أن ترتدى في اليد اليسرى مع أنهما متطابقتان)أما اكتشافه الآخر فهو لقاح كوليرا الدجاج 